# 波因西亞納 (佛羅里達州)
波因西亞納（英語：Poinciana）是位於美國佛羅里達州奧西歐拉縣的一個人口普查指定地區。

## 地理
波因西亞納的座標為28°09′21″N 81°28′35″W / 28.15583°N 81.47639°W，而該地最高點為海拔高度20米（即66英尺）。

## 人口
根據2010年美國人口普查的數據，波因西亞納的面積為91.50平方千米，當中陸地面積為90.90平方千米，而水域面積為0.60平方千米。當地共有人口53193人，而人口密度為每平方千米581人。